# Půl krále
Půl krále je fantasy román Joea Abercrombieho. Kniha byla poprvé vydána nakladatelstvím HarperCollins Publishers v Londýně v roce 2014. Do češtiny ji z anglického originálu Half a King přeložil Roman Tilcer. Její český překlad vydalo nakladatelství Laser-books (Laser) v roce 2018. Půl krále je prvním dílem trilogie s názvem Moře Střepů (z anglického Shattered Sea).

## Charakteristika díla
Na rozdíl od Abercrombieho předešlé série První zákon, která je ukázkovým příkladem grimdark fantasy (krutý svět plný pohrdání, šedých zón a amorálně jednajících postav), je Půl krále výrazně odlehčenější verzí typické autorovy tvorby, a tudíž je vhodnější i pro mladší čtenáře. Kniha je psaná v er-formě. Vyznačuje se strohými popisy, rychlým a přímočarým dějem, údernými dialogy a vnitřními monology postav. Na rozdíl od typického fantasy hrdiny není hlavní protagonista knihy žádný rytíř ve zlatavé zbroji, takže není na místě očekávat typické prvky hrdinského fantasy. Hlavní hrdina (Jarvi) je spíše outsider a mrzák. Kniha pracuje s následujícími motivy: outsiderství, pomsta, předurčenost, moc a její cena. Zároveň barvitě vykresluje vnitřní dilemata jednotlivých postav.

## Děj
Příběh se odehrává v postapokalyptické Skandinávii daleké budoucnosti, kde se společnost vrátila na středověkou úroveň. Lidé mylně věří, že pozůstatky moderní civilizace pocházejí od „Elfů“ (ve skutečnosti od dnešních lidí). Náboženství se liší – na severu věří v Boha rozděleného na 409 částí, zatímco na jihu v jednoho Boha s mnoha aspekty. Mapa Moře střepů (knižního světa) nápadně odpovídá Baltskému moři s hlavními královstvími připomínajícími Švédsko a Dánsko.
Příběh začíná v severském království Gettland, kde žije princ Jarvi, mladší syn krále Uthrika. Kvůli deformované ruce je považován za slabého bojovníka a nevhodného následníka trůnu. Celý život slýchá pohrdavé poznámky a vyrůstá v přesvědčení, že není dost dobrý pro vládnutí. Místo toho se připravuje na roli kněze a rádce, protože věří, že jeho budoucnost spočívá v moudrosti, ne v síle. Jeho život se však obrátí vzhůru nohama, když jeho otec král Uthrik a starší bratr Rulf padnou v bitvě proti králi Grom-gil-Gormovi, vládcovi Vansterlandu. Jarvi, který nikdy nechtěl trůn, se náhle stává králem, ačkoliv o trůn nikdy nestál a přísahá, že pomstí smrt svého otce a bratra. Během výpravy za pomstou je Yarvi zrazen vlastním strýcem Odemem a jeho pobočníky. Odem měl totiž od začátku vlastní plány – chtěl se zmocnit trůnu a ovládnout Gettland. Jarviho tak shodí do moře a všichni ho považují za mrtvého. Místo smrti ho však vyloví otrokáři a prodají ho jako veslaře na otrokařskou loď. Jako slabý a zmrzačený není příliš užitečný, ale díky své chytrosti přežívá. Na lodi se seznámí s dalšími otroky – především s tvrdohlavou dívkou Sumael, obrovským válečníkem jménem Džaud a lstivým starcem Rulfem. Jarvi se svou skupinou naplánuje útěk z otroctví. Po mnoha strastech, kruté zimě a zradách se jim podaří dostat na svobodu a jejich jediným cílem je dostat se zpět do Gettlandu. Během této cesty Jarvi dokazuje, že i bez síly dokáže přežít – díky důvtipu, strategiím a občas i manipulaci. Cestou získává nečekané spojence a zjistí šokující pravdu – král Grom-gil-Gorm, muž, kterého považoval za hlavního nepřítele, ve skutečnosti nebyl odpovědný za vraždu jeho otce a bratra. Skutečný viník je někdo mnohem bližší. Po návratu do Gettlandu se Jarvi konečně dozvídá celou pravdu. Odem nejenže zradil jeho rodinu, ale celou dobu se spojoval s nepřáteli, aby se dostal k moci. Jarvi, nyní mnohem silnější a vychytralejší než dříve, chystá svůj tichý převrat. Místo přímého útoku využije svou inteligenci. Podvede Odema a přiměje ho k politické chybě. Když je vše připraveno, Jarvi odhalí pravdu královně Laithlin, své mocné matce, která se postará o to, aby Odem za svou zradu zaplatil.

## Postavy
Jarvi – Hlavní hrdina příběhu. Narodil se s deformovanou rukou, takže se nemůže stát bojovníkem. Od mala je považován za slabého a je na něj pohlíženo spatra. Rozhodne se proto dát na cestu kněze. Nečekaným zvratem se stává jediným následníkem trůnu a hned na to je uvržen do otroctví, kde musí bojovat o život. Životní strasti ho naučí používat mozek místo síly a postupem příběhu se z Jarviho stává výborný stratég.
Odem – Jarviho strýc a hlavní záporák příběhu. Na první pohled působí dojmem věrného rádce, který však ve skutečnosti touží po moci, a tak neváhá a jakmile se naskytne příležitost, zradí Jarviho a sám se chopí trůnu. Je vychytralý, zákeřný a pro udržení moci se neštítí všemožných nekalých praktik ani vraždy.
Sumael – Velmi inteligentní dívka, která se k Jarvimu přídá během společné doby v otroctví. Ovládá spoustu užitečných dovedností, jako je čtení hvězd a navigace. Její schopnosti se jim velmi osvědčí při útěku. S Jarvim si časem vytvoří přátelské pouto.
Džaud – Obrovský bojovník s nadlidskou silou. Díky jeho odvaze a fyzické síle je Jarvimu nedocenitelným spojencem, i když jeho hrubé a bezstarostné chovaní je někdy na obtíž. Za své přátele by položil život.
Rulf – Veterán a námořník se spoustou zkušeností. Slouží na lodi, kde je Jarvi držen v otroctví. I pře jeho drsný a cynický charakter je Jarvimu v příběhu téměř otcovskou figurou, která mu pomáhá zvyknout si a přežít v nelítostném světě. Stává se jedním z jeho nejvěrnějších spojenců a jeho zkušenosti jsou na cestách nepostradatelné.
Grom-gil-Gorm – Král znepřáteleného Vansterlandu je považován za nelítostného válečníka. Ačkoliv ze začátku vypadá, že může za smrt Jarviho otce a bratra, situace se ukáže být mnohem složitější. I když je nemilosrdný, řídí se vlastním řádem a hodnotami a není jen tyranem.